# Лениногорский рудный район
Лениногорский рудный район — группа полиметаллических месторождений в Восточно-Казахстанской области Казахстана.
В его состав входят полиметаллические месторождения Риддер-Сокольное, Тишинское, Новолениногорское и несколько мелких (Долинное, Шульбинск и других) месторождений. Самое древнее из них полиметаллическое месторождение Риддер-Сокольное, открытое Ф. Риддером в 1776 году. Месторождение состоит из каледонских (микрокристаллические сланцы) и герцинских (осадки вулканического происхождения) пород. На втором месте по важности стоит полиметаллическое месторождение Тишинское, открытое А. А. Малыгиным в 1958 году. Месторождение делится на Основное и Северо-Западное скопления. В руде встречаются Zn — 6,5%, Pb - 1,12%, Cu - 0,61%, Au - 0,8 г/т и Ag — 12,8 г/т. Рудные породы в Лениногорского рудного района распространены на глубине до 600 м и встречаются в виде различных пластов и линз. В составе полиметаллических руд, обогащенных Pb—Zv, Zn—Cu и золотом (1,7 г/т), бывает много серебра (68,6 г/т), в виде смесей встречаются Cd, Se, Te, Sb, Bi, Tl. Основные рудные минералы Лениногорского рудного района: сфалерит, пирит, галенит, халькопирит, пирротин, алтаит, гессит, теллуровисмутин, сильванит. Месторождения рудного района осваивает Лениногорский полиметаллический комбинат.